# 斯皮罗·阿格纽
斯皮罗·西奥多·阿格纽（英語：Spiro Theodore Agnew，1918年11月9日—1996年9月17日）从1969年开始担任第39任美国副总统，1973年辞职，是1832年的约翰·卡德威尔·卡尔霍恩之后唯一辞职的副总统，也是历史上唯一因丑闻辞职的美国副总统。
阿格纽生于巴爾的摩，父亲是希腊移民，母亲生于美国。他曾就读约翰斯·霍普金斯大学，后从马尔的摩大学法学院毕业，曾是马里兰州联邦众议员詹姆斯·德弗勒克斯的助手。1957年进入巴尔的摩县分区上诉委员会后，阿格纽于1962年当选巴尔的摩县县长，1966年又击败民主党对手乔治·马洪尼与独立候选人海曼·普雷斯曼，成为第55任马里兰州州长。
阿格纽是知名中间派，美国此时正因民权运动混乱不堪，他抱持的法律与秩序立场颇得帕特·布坎南等人青睐，引起理查德·尼克松的注意。阿格纽在1968年共和党全国大会上接受尼克松的提议成为副总统候选人，竞选期间虽有不少失误，但共和党人对他的言谈举止很满意，许多关键州的选举结果可能就是因他改变。尼克松和阿格纽最后在大选中战胜民主党候选人、在任副总统休伯特·汉弗莱和竞选搭档、联邦参议员埃德蒙·马斯基。担任副总统期间，阿格纽经常受命抨击尼克松行政部门的政敌并转向右翼，当时的保守派人士对总统采取温和立场心存疑虑，但对副总统青眼有加。接下来他和尼克松又在1972年总统大选中轻取联邦参议员乔治·麦戈文与竞选搭档萨金特·施莱弗获得连任。
1973年，阿格纽因涉嫌阴谋罪、贿赂、勒索和税务欺诈受到马里兰区联邦检察官调查。他曾在担任县长和州长期间收受承包商回扣，担任副总统时仍然没有收手。然而其案件与水门事件无关，阿格纽并未受到該事件牵连。起初几个月他自称无辜，后来对单项逃税罪名「不予抗辩」並辞去副总统職務，尼克松提名众议院共和党领袖杰拉尔德·福特继任。此后阿格纽的余生平静无波，极少公开露面，其创作的小说和回忆录都有自我辩护内容。

## 早年经历

### 家族背景

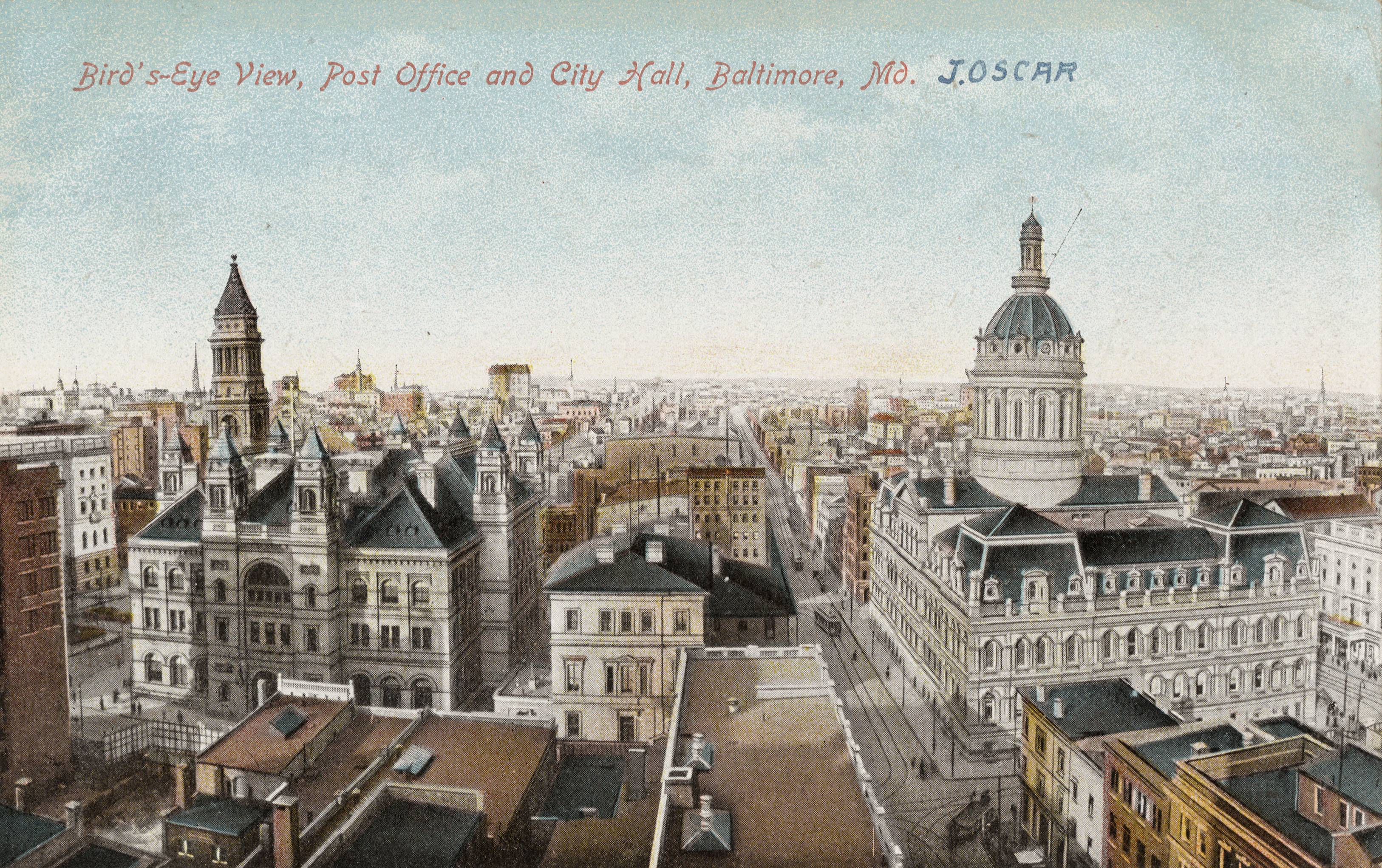
阿格纽出生时代的巴尔的摩市中心

斯皮罗·阿格纽的父亲原名泰奥弗拉斯托斯·阿纳格诺斯托普洛斯（Theophrastos Anagnostopoulos），于1877年左右在希腊加尔加利阿尼（Γαργαλιάνοι）出生。家族有可能从事橄榄种植，并因19世纪90年代的行业危机陷入贫困。阿纳格诺斯托普洛斯于1897或1902年移民美国，在纽约州斯克内克塔迪定居并开办小餐馆，还把名字改成西奥多·阿格纽（Theodore Agnew）。阿格纽热衷自学，一生钟爱研究哲学，据亲人回忆，他只会阅读有助于自我提升的内容。1908年左右，他移居巴爾的摩并买下餐厅，经营期间与该市联邦肉类检验员威廉·波拉德（William Pollard）成为朋友，波拉德和夫人玛格丽特（Margaret）经常到他店里吃饭。1917年4月波拉德去世，阿格纽开始与玛格丽特交往，并于同年12月12日结婚。11个月后，两人的儿子斯皮罗·阿格纽在1918年11月9日出世。
玛格丽特·波拉德原名玛格丽特·玛丽安·阿克斯（Margaret Marian Akers），1883年生于弗吉尼亚州布里斯托尔，是家中老幺，父母共有十个孩子。成年后她前往华盛顿哥伦比亚特区并在许多政府机构任职，嫁给波拉德后迁居巴尔的摩。她和波拉德育有一子罗伊（Roy），父亲去世时罗伊还只有十岁。1917年玛格丽特再婚并于次年生下斯皮罗后，一家人搬到巴尔的摩市中心附近、位于西麦迪逊（West Madison）街226号的小公寓居住。

### 童年、教育，事业起步和婚姻

伊诺克·普拉特免费图书馆巴尔的摩森林公园社区分馆

根据玛格丽特的意愿，斯皮罗没有进入父亲信仰的希臘正教會，出生后不久便在聖公宗教堂受洗。不过，父亲仍是家中掌舵人，对儿子影响很大。1969年斯皮罗宣誓就职副总统后，巴尔的摩希腊裔民众以西奥多·阿格纽为奖学金命名，副总统到场讲话时称：“我对能在父亲的光辉照耀下成长感到自豪，我的信仰和他一样。”
20世纪20年代初，西奥多的生意蒸蒸日上，并买下更大的皮卡迪利（Piccadilly）餐馆，一家人住进巴尔的摩西北部森林公园区（Forest Park）的别墅，斯皮罗先后进入加里森初中（Garrison Junior High School）和森林公园高中（Forest Park High School）就读。但好景不长，1929年華爾街股災导致餐馆关门。1931年当地银行倒闭，一家人的积蓄血本无归，被迫卖掉房子搬进小公寓。据阿格纽回忆，面对这样的重大挫折，父亲“只是耸耸肩就继续工作，完全不会怨天尤人”。西奥多摆路边摊出售水果和蔬菜，小斯皮罗干兼职补贴家用，如运送杂货、分发传单。随着年龄增长，斯皮罗越来越多地受到同龄人影响，开始与自己的希腊背景保持距离。他不愿去上父亲支付的希腊语课，希望别人叫他昵称“特德”（Ted）。
1937年2月，阿格纽进入约翰斯·霍普金斯大学在巴尔的摩北部新建的霍姆伍德校区学习化学专业。几个月后，他感到学业压力越来越大，对家中经济问题和很可能发生战争的国际形势忧心忡忡，难以专心学习。1939年，他决定将来要以法律而非化学安身立命，离开约翰斯·霍普金斯大学并开始在马尔的摩大学法学院读夜校。为了糊口，他白天在罗兰公园区（Roland Park）第40街的马里兰财险公司担任保险业务员。
阿格纽共在保险公司工作三年，升任助理核保人后结识人称“朱迪”（Judy）的档案管理员埃莉诺·朱德芬德（Elinor Judefind）。她和阿格纽在城内同一片社区长大，但此前素不相识，两人约会、订婚，直到1942年5月27日在巴尔的摩登记结婚，共有四个孩子，分别叫帕梅拉·李（Pamela Lee）、詹姆斯·兰德（James Rand）、苏珊·斯科特（Susan Scott）和埃莉诺·金伯利（Elinor Kimberly）。

## 战争及战后经历

### 第二次世界大战（1941至1945年）
阿格纽结婚时已被征召加入美国陆军。1941年12月日本偷袭珍珠港后不久，他开始在南卡罗来纳州克罗夫特营（Camp Croft）接受基础训练并结识各色背景人士：“我以前一直过着受到重重保护的生活，这下很快就感到不知所措”。他后来被送到肯塔基州诺克斯堡候补军官学校，并在1942年5月24日（婚前三天）获封少尉。
度过仅仅两天的蜜月后，阿格纽返回诺克斯堡服役，有时转调到附近的坎贝尔堡（Fort Campbell），在各种管理岗位工作两年后于1944年3月受命远赴英格兰，为诺曼底登陆预热。连续几个月在伯明翰待命后，他于1944年下半年被派到法国，成为第54装甲步兵营的替补军官。阿格纽一度担任步枪排长，很快晋升服务连连长。第54营加入第十装甲作战第二司令部，曾参与突出部之役中的巴斯托涅战役，共战斗39天。此后第54营进军德国，经过曼海姆、海德堡和克赖尔斯海姆的战斗后在战争结束时抵达巴伐利亚加米施-帕滕基兴。阿格纽于1945年11月回国并退伍，获颁战斗步兵徽章和銅星勳章。

### 战后经历
阿格纽退伍后继续研习法律，并成为巴尔的摩史密斯和巴雷特（Smith and Barrett）律师事务所的法律助理。此时他的人生经历基本无关政治，名义上像父亲一样是民主党人。律师事务所高级合伙人莱斯特·巴雷特（Lester Barrett）告诉阿格纽，如果有意从政，加入共和党更有前途。巴尔的摩及其郊区已经有许多雄心勃勃的民主党青年，能干而且品貌兼优的共和党人很少。阿格纽接受建议，在1947年携同妻儿迁至巴尔的摩郊区卢瑟维尔（Lutherville）时登记为共和党选民，但没有马上参与政治。

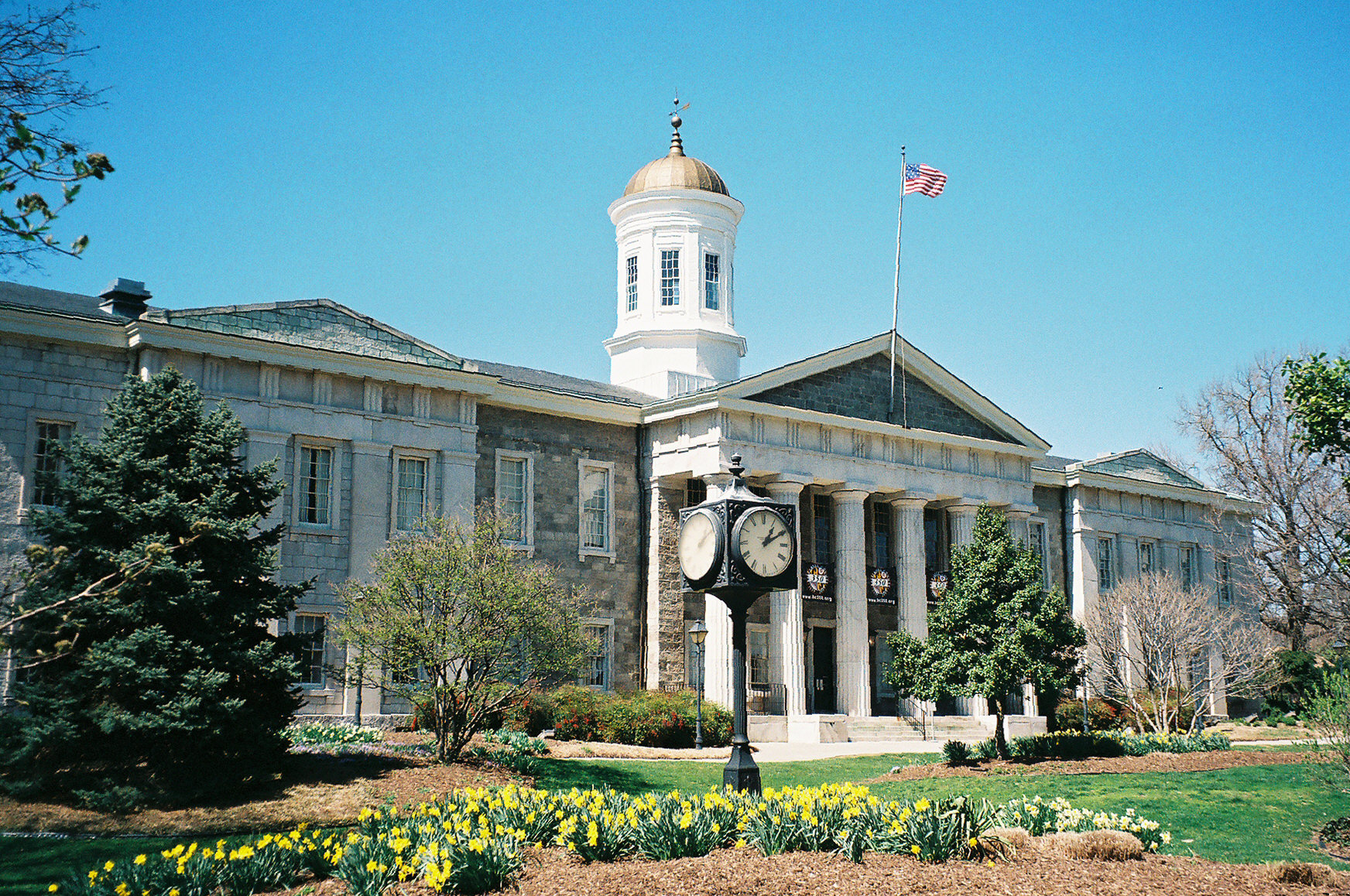
马里兰州巴尔的摩县陶森法院

1947年，阿格纽毕业并获法学士学位，同年通过马里兰州律师执业资格考试。他在巴尔的摩市中心开办的律师事务所业绩一般，于是又干起保险调查员。一年后，他进入施雷伯（Schreiber）连锁超市工作，主要负责商场防盗。除1951年因朝鲜战争爆发短暂返回部队外，阿格纽在施雷伯持续工作四年，然后于1952年辞职继续从事法律工作，专攻劳动法。
1955年，莱斯特·巴雷特获选到巴尔的摩县县城陶森出任法官。阿格纽将事务所迁至陶森，并把家从卢瑟维尔搬到同属巴尔的摩县的莱文湖（Loch Raven）。他在这里过着典型的郊区生活，是当地学校的家長教師聯誼會主席，还加入國際同濟會，并参与各种社会及社区活动。。用历史学家威廉·曼彻斯特（William Manchester）的话来说，阿格纽这段时间的休闲爱好都属于典型中产阶段文化：“最喜欢的音乐家是劳伦斯·韦尔克（Lawrence Welk）……看巴尔的摩小马队比赛，听曼托瓦尼的音乐，阅读《读者文摘》浓缩版之类文字。他重视秩序，对循规蹈矩有几显强迫的坚持”。

## 进入公众视野

### 政坛觉醒
1956年，阿格纽出马竞争巴尔的摩县议员的共和党候选人位置，这也是他首度争取政治公职。虽遭地方党派领导人拒绝，但他还是积极为共和党候选人奔走竞选。共和党经过选举出人意料地拿下议会多数席位，于是投桃报李任命阿格纽进入县分区上诉委员会，任期一年，年薪3600美元。分区上诉委员会属准司法机关，对阿格纽的法律实践帮助很大，而且他对职位带来的威信也非常受用。1958年4月，他再度获得任命，拥有完整的三年任期，期间还当上委员会主席。
马里兰州的政治传统是在任法官只要有意寻求连任就不会有人出来竞争，但1960年11月选举期间阿格纽决定挑战传统，竞选巡回法院法官职位，最终一败涂地，在五名候选人中得票数垫底。选举虽然失利，但他的名气提升显著，民主党对手视他为冉冉升起的共和党新星。民主党在1960年选举后重夺县议会多数席位，然后立即解除阿格纽在分区上诉委员会的职位。朱尔斯·威特科弗（Jules Witcover）撰写的阿格纽传记指出：“民主党人粗暴开除阿格纽引起媒体关注，把他描绘成受政治机器排挤的忠实公仆”。为充分利用民众的政治补偿心理，阿格纽希望获得1962年共和党提名，竞选马里兰州第二国会选区联邦众议员。党派虽然选中更有经验的小约翰·法夫·西明顿（J. Fife Symington Jr.），但也不想浪费阿格纽在地方的支持率。最后他接受建议竞选县长，该职位自1895年开始就一直由民主党把持。
1962年选举期间，民主党的内部争斗令阿格纽胜算大幅提高。本已退休的前县长迈克尔·伯明翰（Michael Birmingham）和继任者克里斯蒂安·卡尔（Christian H. Kahl）发生矛盾，伯明翰在共和党初选中战胜卡尔。与年势已高的共和党对手相比，阿格纽以承诺改革的“白衣骑士”形象竞选，倡议通过反歧视法案要求公园、酒吧、饭店等公共设施向所有民族开放；还提出各种伯明翰等任何马里兰州民主党人在不得罪支持者前提下无论如何都不会考虑的政策。11月的选举虽有副总统林登·约翰逊为伯明翰站队，但阿格纽还是以七万8487票击败获得六万零993票的共和党对手。西明顿在国会议员选举中不敌民主党人克拉伦斯·朗（Clarence Long），阿格纽至此成为马里兰州职位最高的共和党官员。

### 县长

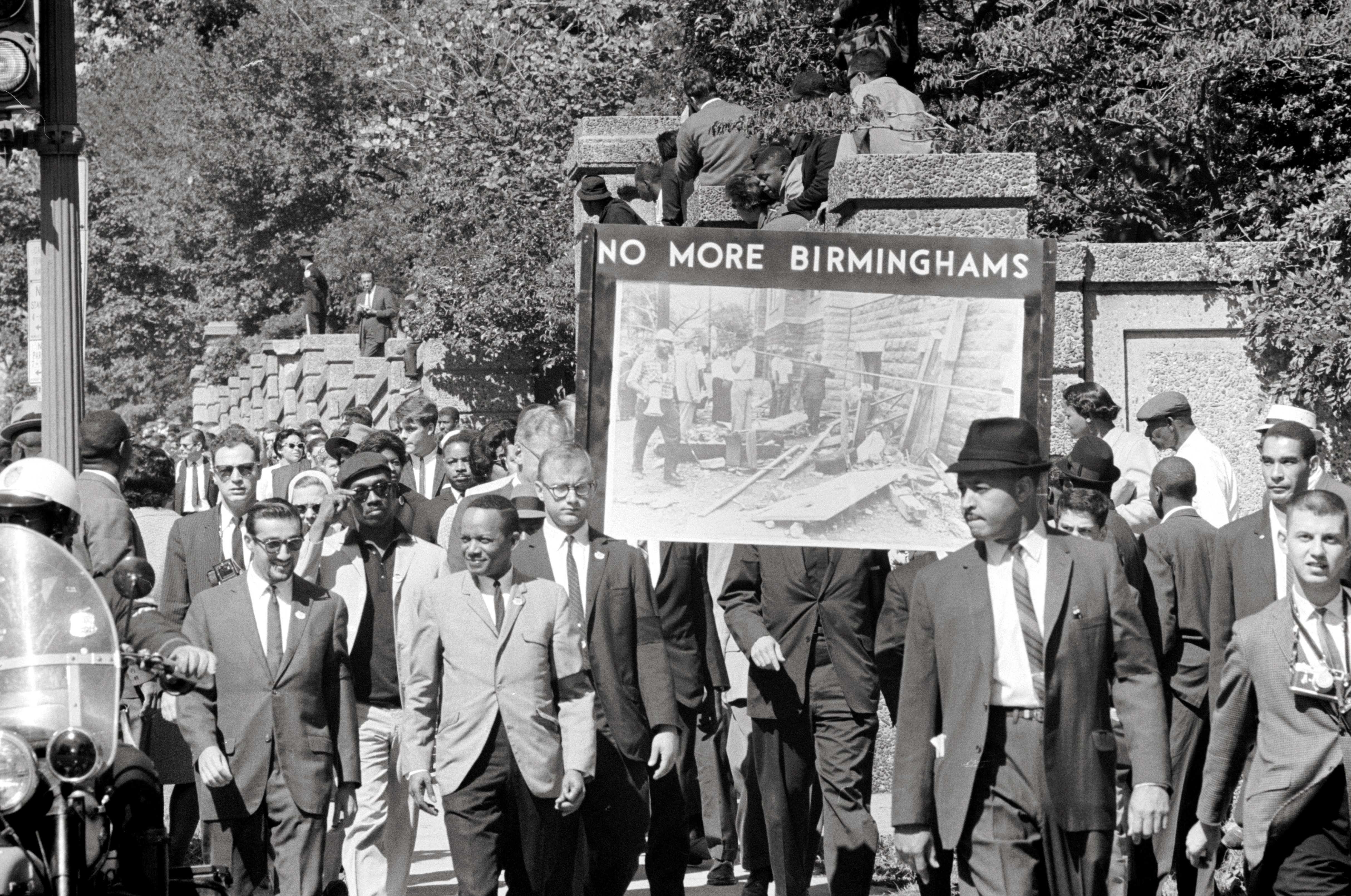
1963年9月的民权游行，抗议亚拉巴马州伯明翰发生的浸信会教堂爆炸案，阿格纽反对此类游行示威活动

阿格纽担任县长四年期间基本保持温和进步的执政风格，他新建学校、提升教师薪酬、改组警局、改善供水和排污体系。反歧视法案的通过为他赢得自由派名声，但影响范围仅限于九成七居民是白人的巴尔的摩县。随着民权运动日趋激进，阿格纽与运动人士的关系偶显紧张。他在许多涉及私有财产的种族隔离纠纷中抱持优先考虑法律与秩序的立场，而且特别反感任何形式的抗议示威。1963年9月，亚拉巴马州伯明翰的第十六街浸信会教堂爆炸案导致四名儿童死亡，但阿格纽却拒绝出席巴尔的摩教堂举办的追悼会，而且得知民间组织示威活动声援受害者时发声谴责。
担任县长期间，阿格纽有时会因与富裕且颇具影响的商人走得太近受批评，他还绕过正常招标程序，将三位共和党友人的姓名登记为县保险经纪人，此举足以确保他们获得大量佣金收入，阿格纽因此受到任人唯亲的指控。面对此类指控，他通常的反应是在道德上表示愤慨，谴责对手“以令人发指的手段扭曲事实”，坚称自己一向重视个人诚信，否定有任何不当行为。理查德·科恩（Richard M. Cohen）和威特科弗指出，当上副总统后，阿格纽面对贪腐指控的自卫手段没有任何变化，最终辞职下台。
阿格纽在1964年总统大选中反对共和党领军人物，保守派人士貝利·高華德，他起初支持加利福尼亚州温和派联邦参议员托马斯·库切尔（Thomas Kuchel），但正如威特科弗所说的那样，库切尔“胎死腹中”，根本没有成为党派提名大会的考虑人选。宾夕法尼亚州温和派州长威廉·斯克兰顿（William Scranton）在提名大会上失利后，阿格纽勉强表态支持高華德，但他私下认为高華德立场过于极端，这样的候选人会导致共和党在大选中毫无胜算。

## 马里兰州州长（1967至1969年）

### 1966年选举

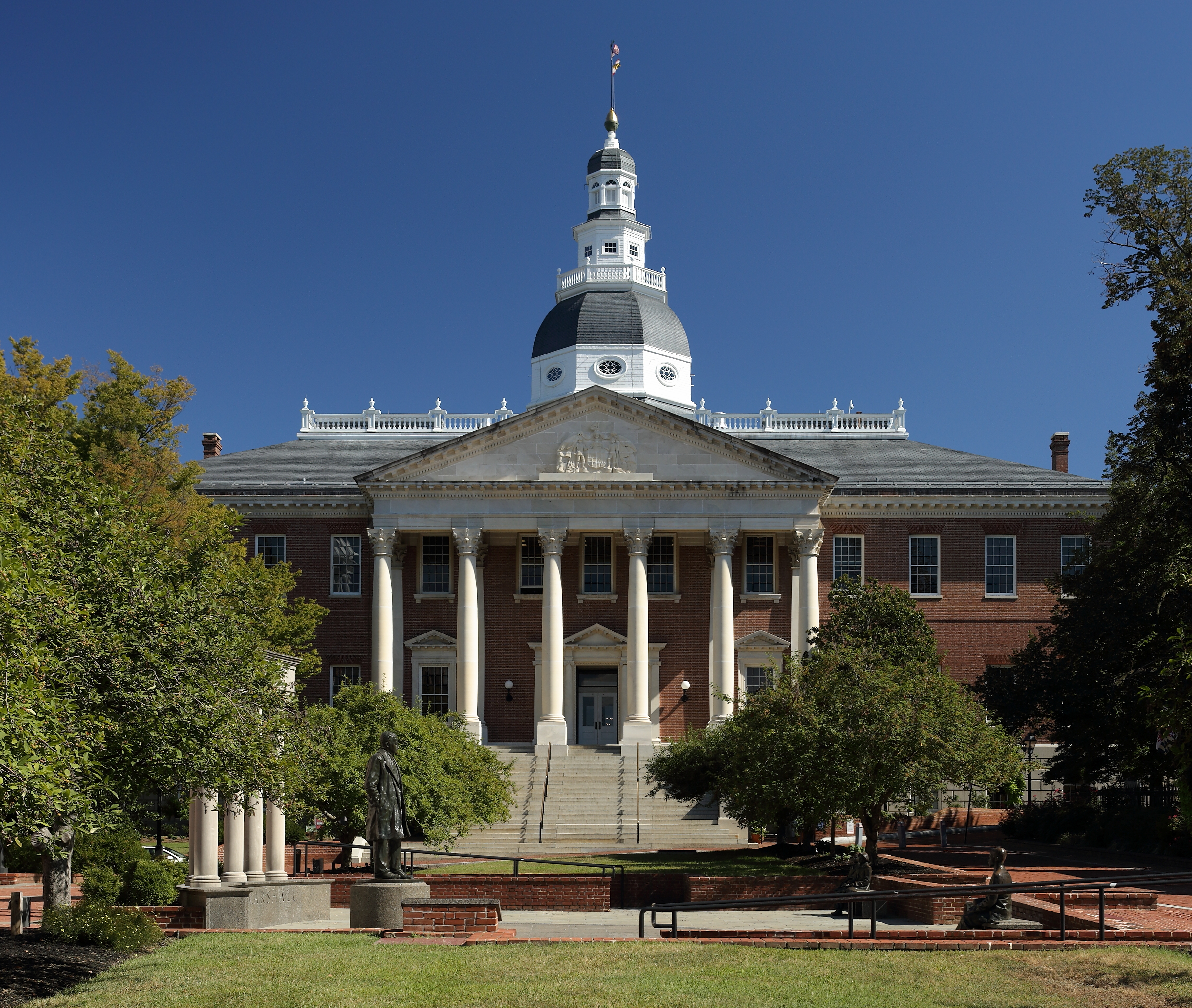
位于州首府安纳波利斯的馬里蘭州議會大廈

随着四年县长任期即将结束，阿格纽深知县内民主党人已经修复裂痕，连任希望微乎其微。于是他在1966年争取共和党州长候选人提名，凭借党派领导人支持在四月轻取对手赢得初选。
民主党共有三人争夺党派提名，其中温和派、自由派和铁杆种族隔离主义者各一人，结果常年竞选公职但从未胜出的种族隔离代言人乔治·马洪尼（George P. Mahoney）赢得初选，令人大吃一惊。民主党因此四分五裂，巴尔的摩主计长海曼·普雷斯曼（Hyman A. Pressman）眼见有机可乘，作为第三党候选人加入州长宝座争夺战。全州最富裕的蒙哥马利县出现气势蓬勃的“民主党人支持阿格纽”组织，州内各地的自由派蜂拥至阿格纽旗下。马洪尼极力反对居住区种族融合，他利用紧张种族局势提出极具煸动色彩的竞选口号“家园就是你的城堡，需要你来悍卫！”。阿格纽称共和党候选人就是三K党的代表，选民要在“光明、纯洁、充满勇气的正义之火与烈火焚烧的十字架”间决择。最后他在11月的大选中得到七成黑人选民支持，以45万5318票战胜得票37万3543的马洪尼，普雷斯曼也拿到九万零899票。

1966年各县选举结果，红色代表阿格纽胜出，蓝色代表马洪尼占优

竞选结束后，证据表明老虎机行业曾三次企图向阿格纽行贿，金额分别为两万、7.5万和20万美元，只要求他承诺不会对维持南马里兰州老虎机合法地位的法律行使否决权。阿格纽虽未收受贿赂，但也没有将事件上报。为此他的自辩理由是没有发生实际贿赂行为，只停留在提议阶段：“没有人带钱来找我”。此时切萨皮克湾的第二座跨海大桥已完成规划（但后来一直没有开建），阿格纽在大桥计划占用的地块附近拥有土地，反对者声称其中存在利益冲突，而且阿格纽的部分合伙人与巴尔的摩县同期还有其他商业交易。阿格纽否认利润冲突和行为失当指控，称地块已经不在巴尔的摩县和他的管辖范围，但他随后还是将其转卖。

### 州长任期
阿格纽担任州长期间推动的议程包括税收改革、净水法规，以及废除异族通族禁令。他还扩充社区卫生计划，向低收入者提供高等教育和就业机会，并采取措施逐步终结学校中的种族隔离。他的公平住房效果有限，仅对超过一定规模的新项目适用，但依然是梅森-迪克森線以南地区通过的第一部同类法律。阿格纽还想通过新版州宪法，但被参与公投的选民否决。
整体而言，阿格纽始终同州议会保持一定距离，更热衷和商人打交道，有些早在他担任县长期间就已交好，例如莱斯特·马茨（Lester Matz）和沃尔特·琼斯（Walter Jones）就是最早鼓励阿格纽竞选州长的朋友。州首府安纳波利斯的官员也发现州长和商界关系密切：“他身边好像一直都有商界人士”。部分人士怀疑，阿格纽可能没有直接收受好处，但却默许周围的人利用他来获利。

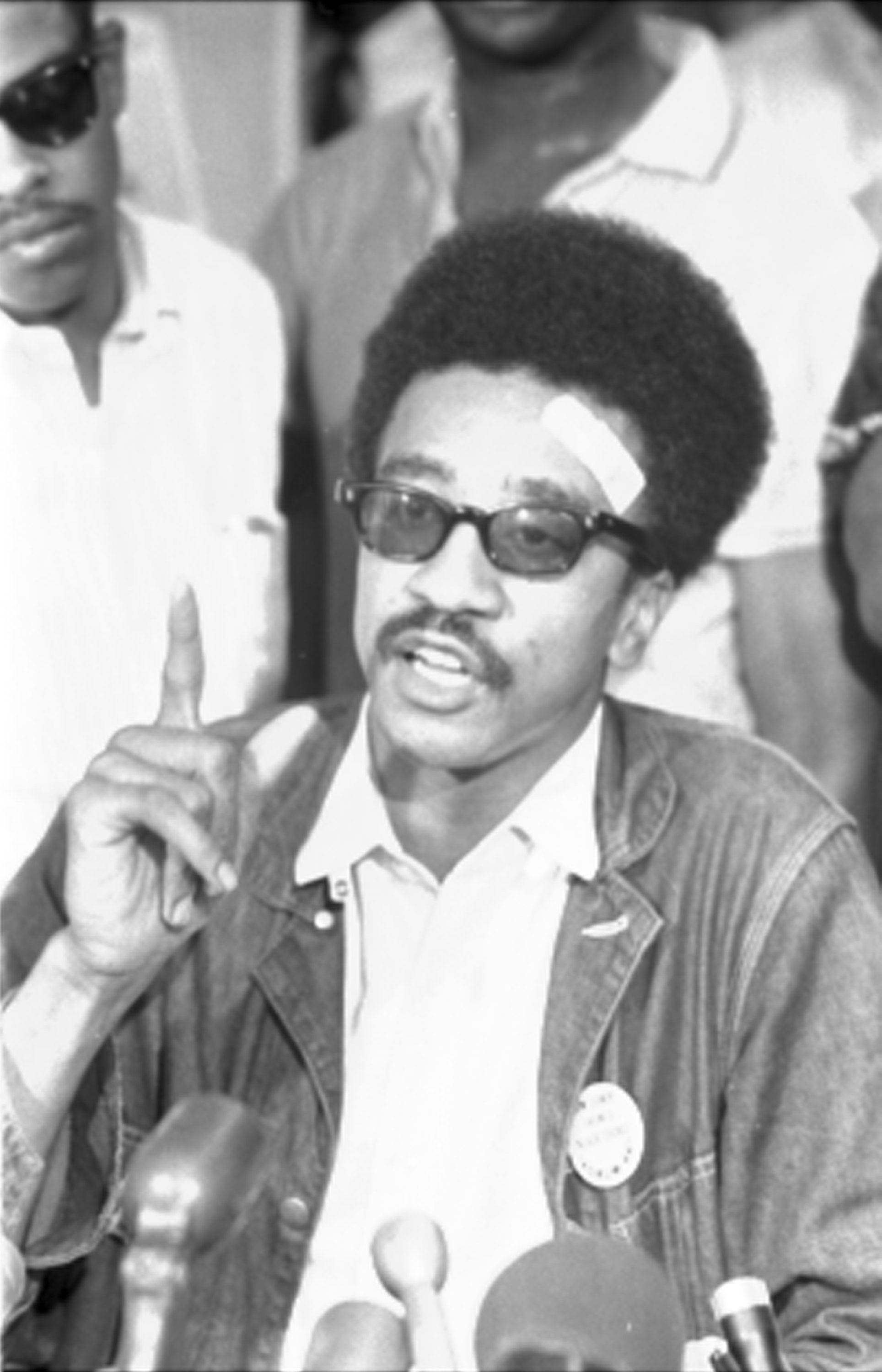
激进学生活动家H·拉普·布朗（图）在马里兰州剑桥的演说引发骚乱

阿格纽公开支持民权运动，但对部分黑人领袖的激进手段颇为反感。1966年选举期间，美国全国有色人种协进会领导人罗伊·威尔金斯（Roy Wilkins）曾公开表态支持阿格纽。1967年中期，全国范围的种族局势渐趋紧张，黑人的不满及民权领袖的过分自信更是火上浇油。许多城市发生暴乱，激进学生领袖H·拉普·布朗（H. Rap Brown）1967年7月24日极具煸动意味的演说也在剑桥激起骚乱。阿格纽的关注重点是维持法律与秩序，他谴责布朗就知道煽风点火，声称“我希望他们把他关起来并把钥匙扔掉”。约翰逊总统指派的克纳委员会经过调查指出，种族暴乱主要是由制度化的白人种族主义引起。阿格纽提出异议，称“自由放任的社会风气和受人误导的同情心”才是主因，还称：“爆炸般剧烈的场面并非持续几世纪的种族主义和剥削导致，而是违法行径得到社会接受和异见者偶尔的出格举动造成”。1968年3月，传统黑人院校鲍伊州立大学发生学生抵制运动，阿格纽再度指责“外来鼓动分子”，拒绝与学生谈判。学生委员会前来首府要求面谈时，阿格纽下令关闭该校并逮捕两百余人。
1968年4月4日馬丁·路德·金遇刺后，美国各地动乱四起。事态于4月6日蔓延到巴尔的摩，全城彻底陷入混乱并持续三天三夜。阿格纽宣布该市进入紧急状态并召集国民警卫队。秩序恢复时已有六人死亡，四千余人被捕，消防队共扑灭1200起火灾，大片城区发生抢劫。4月11日，州长召集上百名温和派黑人领袖齐聚州议会大厦，但双方并未如许多人预期的那样和平对话，探讨可操作的未来计划。阿格纽严辞谴责众人未能控制激进分子，指控他们怯弱退缩甚至合谋。现场代表西德尼·丹尼尔斯（Sidney Daniels）牧师斥责州长对待他人缺乏基本尊重，然后走出会场。许多人尾随丹尼尔斯离开，剩下的部分代表从社会经济学角度分析动乱产生的原因，但阿格纽根本听不进去，又进一步指摘众人。许多生活在郊区的白人居民认同阿格纽的做法，约九千人通过电话、信件或电报表态，其中支持他的超过九成。亚利桑那州州长杰克·威廉姆斯（Jack Williams）、加利福尼亚州前联邦参议员威廉·诺兰（William Knowland）等共和党保守派重量级人士向他致敬。但对于黑人社区而言，4月11日却是他们与阿格纽关系的转折点。昔日认可州长民权立场的黑人选民感到背叛，州议会某参议员称：“他出卖我们……他的思想和言辞与乔治·华莱士如出一辙”。

## 副总统候选人（1968年）

### 背景：洛克菲勒与尼克松

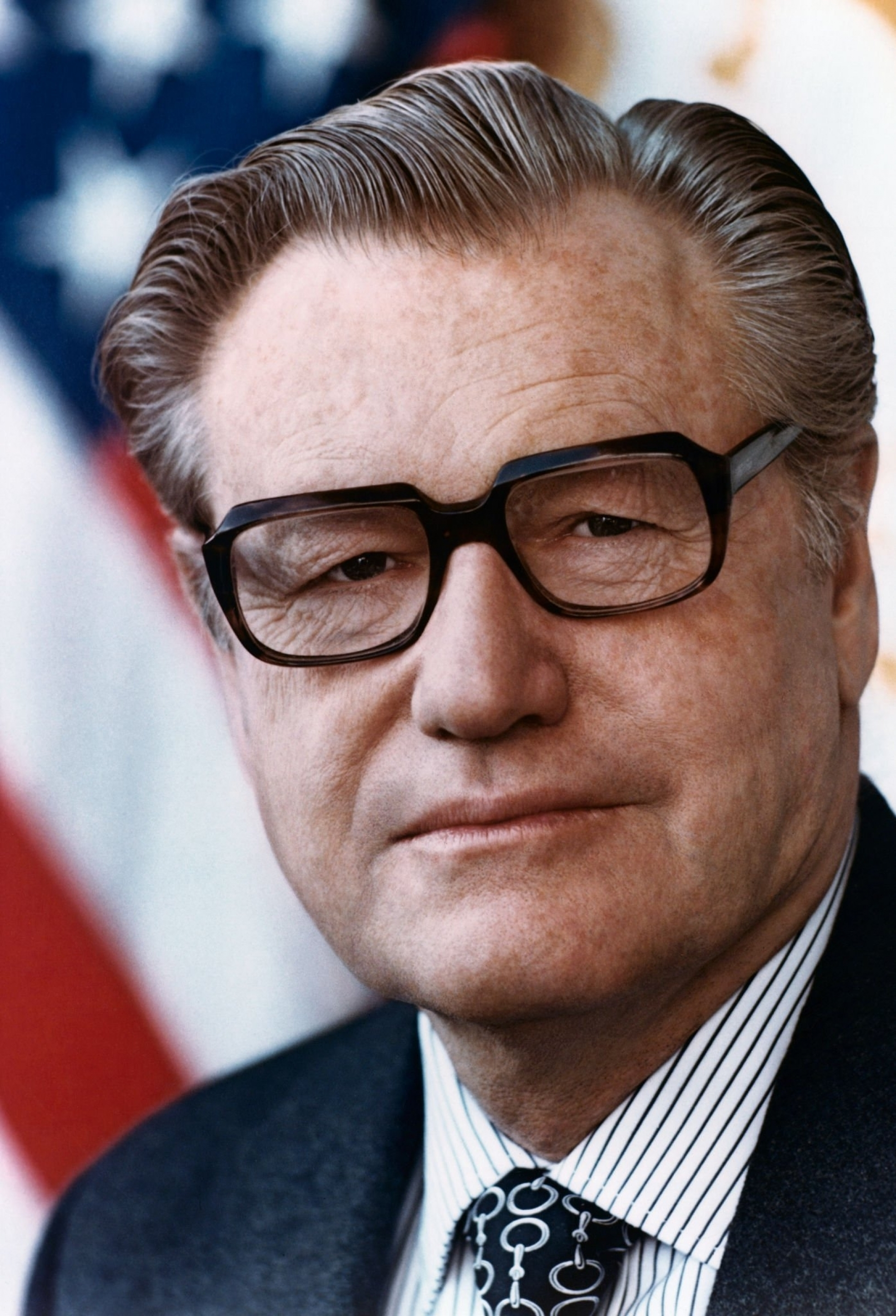
阿格纽原本支持的1968年总统人选是纳尔逊·洛克菲勒（图）

1968年4月的动乱发生前，阿格纽的形象一直是自由派共和党人。他从1964年就开始支持纽约州州长纳尔逊·洛克菲勒竞选总统，并在1968年大选临近后成为“选洛克菲勒当总统”公民委员会主席。1968年3月21日，洛克菲勒在电视讲话中明确表示无意参选，这对他的支持者几如当头一棒，阿格纽身为竞选活动的重要负责人居然没有提前收到任何通知，对此他备感懊恼和羞辱，觉得这无异于人身攻击，是公然打击他的信誉。
洛克菲勒退选几天内，阿格纽就受到前副总统理查德·尼克松的支持者追捧，尼克松此时正在争取共和党提名，而且局势颇为明朗。阿格纽对尼克松没有敌意，洛克菲勒退出后，他觉得前副总统或许就是合适的“第二人选”。3月29日两人在纽约会晤，双方相处融洽。阿格纽在四月巴尔的摩骚乱后的言行颇得帕特·布坎南等尼克松阵营保守派人士青睐，尼克松本人也对他青眼相看。4月30日洛克菲勒又重新参选，阿格纽态度冷淡，称州长可能很有潜力，但他无意表态支持：“他退出后已经发生很多事……我觉得有必要重新审时度势”。
五月中旬，尼克松在接受《华盛顿邮报》记者大卫·布罗德（David Broder）采访时称，可能会邀请马里兰州州长作为竞选搭档。阿格纽继续同候选人的高级助手及尼克松本人会晤，外界逐渐认定他将会加入尼克松阵营。在此期间，阿格纽又表示除完成四年州长任期外，他暂时没有任何在政治上更进一步的打算。

### 共和党全国大会
1968年共和党全国大会定于八月在迈阿密海滩召开，尼克松在准备期间与幕僚探讨的竞选搭档人选包括保守派加利福尼亞州州長罗纳德·里根，以及更倾向自由派的紐約市市長约翰·林赛（John Lindsay）。他觉得这些人名气太大，会导致派系争斗，选票分散，所以想找不那么引人注目的人物。尼克松没有提出中意人选，在此阶段尚未考虑马里兰州州长。阿格纽不打算表态支持任何主要候选人，作为马里兰州拥戴的地方侯选人随同州代表团参加大会。
8月5至8日大会期间，阿格纽放弃地方拥戴候选人地位，支持尼克松获提名，尼克松于是在首轮投票就以微弱优势胜出。接下来讨论副总统候选人期间，尼克松没有马上公示人选，党内各派人士自认能影响他的决定，南卡罗来纳州联邦参议员斯特罗姆·瑟蒙德还在党派会议上自称对副总统人选拥有否决权。尼克松显然希望竞选搭档是中间派人士，现场听闻他的第一人选是阿格纽后反应冷淡并讨论其他人选，部分党内人士觉得尼克松可能早就已经决定选择阿格纽，对其他人选的考量不过是走走过场。8月8日，尼克松与顾问及党派领导人经过最后一次会议后宣布邀请阿格纽作为竞选搭档，随后又将决定向媒体公布。与会代表当天正式提名阿格纽后休会。
阿格纽在会上的演讲自称根本没想到会获提名，他此时在全国范围的知名度还非常有限，许多人对共和党提名的反应是：“斯皮罗？谁啊？”亚特兰大三名路人在接受电视采访时都不知道他是谁，一人以为阿格纽“是某种疾病”，另一人以为“是某种蛋”，还有一人称阿格纽“是希腊裔造船厂老板”。

### 竞选
1968年大选期间，尼克松－阿格纽阵营的对手分为两派：民主党人经过暴力充斥的党代表大会选择副总统休伯特·汉弗莱和缅因州联邦参议员埃德蒙·马斯基担任旗手。前亚拉巴马州州长、种族隔离主义者乔治·华莱士以第三党候选人身份加入竞争，预计美國深南部是他的票仓。尼克松是1952和1956年德怀特·艾森豪威尔的竞选搭档，对将军竞选班子当时施加的重重限制刻骨铭心，所以明确表示支持阿格纽，并让他在很大程度内自主发挥。阿格纽还能像1952年的尼克松那样，充当竞选团队的“攻击犬”。
阿格纽起初保持中间派形象，并以在马里兰州支持民权运动的过往为证。但随着竞选深入，他的立场迅速朝强硬方面发展，极力提倡法律和秩序，令北方自由派共和党人颇为吃惊，但在南方效果良好。尼克松的竞选经理约翰·米切尔非常满意，但其他共和党领袖人物对副总统候选人的做法不以为然，联邦参议员萨顿·莫顿（Thruston Morton）甚至骂他“混球”。
据记者描绘，阿格纽在9月新闻中的形象“令人颇感冒犯”，他的平庸有时还会显得危险。他用贬义辞汇“波兰人”（Polack）代指波兰裔美国人，把日裔美国记者称为“肥胖日本鬼子”，而且对恶劣的社会经济条件显得不以为然，称“贫民窟都一个样”。他抨击汉弗莱对共产主义态度软弱，就像二战前英国首相内维尔·张伯伦对待德国那样采取绥靖政策。民主党对阿格纽反唇相讥，汉弗莱的竞选广告显示“阿格纽当副总统？”字样，背景音效是长时间歇斯底里的笑声，然后逐渐减弱并以痛苦的咳嗽声中止，再显示最后的文字：“要不是大家都摆出一副严肃脸的话，这本来还蛮好笑……”。许多人对阿格纽的言辞感到愤怒，但尼克松没有插手，这种右翼民粹主义言论在南方州深得民心，而且能有效对抗华莱士的竞选。阿格纽的说辞在北方部分地区也有市场，还有助于把针对激进民权运动的“白人反弹”转变成行动，这种行动的种族意味不那么强烈，更符合白人郊区居民的道德标准。用历史学家彼得·利维（Peter B. Levy）的话来说，就是提倡“井然有序、个人责任、勤劳敬业、核心家庭，以及法律与秩序”。
十月下旬，《纽约时报》曝料质疑阿格纽在马里兰州任职期间的财务往来，但对他影响不大，尼克松力挺搭档，谴责该报采用“最低级的阴谋政治手段”。共和党候选人最终在11月5日的选举中获胜，普选票差距很小，总计7300万票中共和党人仅多出50万。选举人票优势要大得多，尼克松获301票，汉弗莱191票，华莱士46票。共和党在马里兰州以小幅劣势败北，但民调专家路易斯·哈里斯（Louis Harris）认为阿格纽依然为党派取胜立下汗马功劳。如果没有他，华莱士可能会轻易拿下许多边界州和上南方州份，如南卡罗来纳州、北卡罗来纳州、弗吉尼亚州、田纳西州和肯塔基州，而且他还令尼克松在全国郊区选民中的支持率显著上升。如果尼克松输掉上述五州，他的选举人票数就会降至270 票，正好达到获胜所需，如果再出现选举人失信，选举结果就需交民主党控制的联邦众议院裁定。

## 副总统任期（1969至1973年）

### 过渡期和任职早期

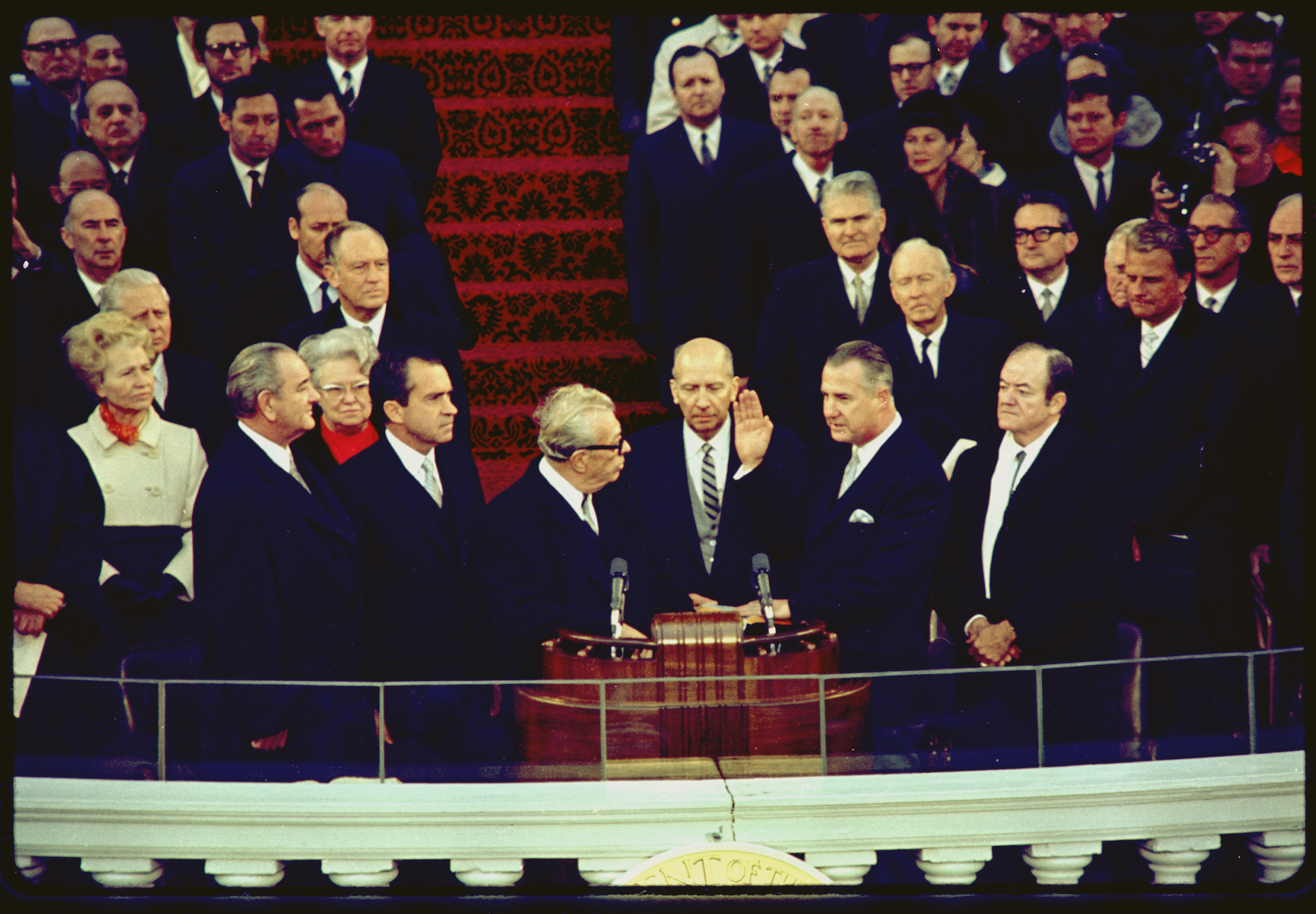
1969年阿格纽宣誓就职现场，最前方从左至右分别是：林登·约翰逊、理查德·尼克松、埃弗里特·迪克森、斯皮罗·阿格纽（右手举起）、休伯特·汉弗莱

1968年选举过后，阿格纽还不知道尼克松希望他在副总统职位上发挥什么作用。选举过去几天后，他与尼克松在佛罗里达州比斯坎湾碰面。尼克松曾在艾森豪威尔任内当过八年副总统，不想阿格纽像他当年那样备受冷遇，无所事事。经他安排，美国副总统首度在白宫西厢办公室拥有办事处。碰面后接受媒体采访时，尼克松承诺阿格纽不会像历史上大部分副总统那样纯属摆设，会有“超过史上任何副总统的新职责”。尼克松还告诉记者，他计划充分利用阿格纽担任县长和州长的工作经验，处理联邦与州关系事务和城市事务。
尼克松在纽约设立过渡总部，但直到11月27日才邀请阿格纽前往，两人碰头后会晤一小时。阿格纽事后接受记者采访，对新职责感到“振奋”，但未说明负责的具体事务。过渡期的阿格纽马不停蹄，在圣克罗伊岛度假并与汉弗莱和马斯基打高尔夫，又前往孟菲斯观看1968年自由碗，还到纽约出席尼克松之女朱莉和大卫·艾森豪威尔（David Eisenhower）的婚礼。阿格纽是巴尔的摩小马队球迷，球队老板卡罗尔·罗森布鲁姆（Carroll Rosenbloom）于1969年1月邀请他前往现场观看第三届超级碗，结果乔·纳马特（Joe Namath）带领纽约喷气机以16比7大胜巴尔的摩小马。美国副总统此时还没有官邸，斯皮罗和夫人在首都瑞吉酒店订下套间，约翰逊担任副总统期间也在此居住。除幺女金搬来与父母同住外，另外几个孩子都留在马里兰州。
阿格纽从担任县长和州长期间的助手中挑选数人继续为他工作，还聘请前马里兰州众议员、曾在阿格纽州长任内担当州务卿的查尔斯·斯坦利·布莱尔（Charles Stanley Blair）出任幕僚长。长期任阿格纽竞选经理的亚瑟·索默（Arthur Sohmer）成为副总统政治顾问；新闻发言人赫伯·汤普森（Herb Thompson）之前是新闻工作者。
1969年1月20日，阿格纽与尼克松宣誓就职，他遵照惯例宣誓后立即坐下，没有现场演说。不久，尼克松任命副总统担任政府间关系办公室主任，执掌美国国家航天委员会等政府委员会，还负责与州长合作打击犯罪。显然，阿格纽无法进入总统核心班底，新总统喜欢亲力亲为，只信任屈指可数的几名顾问，对副总统老拿一些在他看来无关紧要的事务前来打扰感到厌烦。阿格纽在内阁会议上就某外交政策表态后，尼克松非常愤怒，派鲍勃·霍尔德曼告诉副总统有什么想法只管憋在心里，别多嘴。尼克松觉得阿格纽好像完全不明白副总统纯属摆设，根本没用处，但他没有为此与阿格纽会晤，分享以往在艾森豪威尔手下当副总统的经验。尼克松执政期间曾出任白宫通讯事务主任的赫伯·克莱因（Herb Klein）事后回忆，霍尔德曼和米切尔等高级顾问对副总统颐指气使、任意摆布，阿格纽对此毫不反抗，而且总统对待副总统的态度“前后不一”，令阿格纽沦落尴尬境地。
阿格纽的自尊颇受竞选期间负面新闻报导打击，希望能靠积极履行新职责重振声望。以往的副总统通常只在可能需要他打破僵局时才会主持参议院议程，但阿格纽上任后连续两个月间参议院每次议事都是在他主持下开始。自阿尔本·W·巴克利在哈里·S·杜鲁门手下担任副总统以来，每位副总统主持参议院会议的时间都赶不上阿格纽任职第一年。阿格纽还是二战结束后首位没有当过联邦参议员的副总统，他向议会法规专家和共和党委员会工作人员请教参议院议事程序，并与少数参议员一起吃午饭，最初一度建立良好关系。阿格纽通常不对外交政策表达见解，但他经常参加白宫幕僚会议并就城市事务发言，尼克松在场时他还经常告知各州长的观点。总统不在时，阿格纽曾主持白宫国内事务会议并获得其他与会人员赞誉，但就像艾森豪威尔生病期间的尼克松一样，他没有坐过总统的椅子。尼克松虽然安排副总统进入众多委员会，但基本都是闲职，阿格纽只是形式上的负责人。

### “尼克松的尼克松”：抨击左派
1968年4月的巴尔的摩动乱之后，阿格纽就以对待暴力抗议活动毫不妥协的形象为公众所知。当上副总统后，他一度向与尼克松就职后的立场看齐，尝试更加和缓的态度，但坚决反对暴力的立场基本不变。1969年5月2日，他在檀香山演讲时称：“社会上现在出现新生的反示威派人士，他们自发充当义务警员，因为政府官员没有发动执法机构采取行动而决定自行执法。绝大多数没有公开表态的美国民众对局势深感愤怒，他们也有充分的理由愤怒。”
1969年10月14日，北越总理范文同发布公开信支持美国境内的抗议示威活动，次日，美国各地发生呼吁中止越战的大规模抗议和宣讲会。尼克松虽感愤慨，但接受助手建议不予置评，安排副总统在白宫召开新闻发布会，呼吁示威者反击北越的支持立场。阿格纽出色完全任务，总统又让他抨击民主党全体，自己却置身事外，维持超然立场。尼克松在艾森豪威尔执政期间也曾扮演类似角色，媒体因此戏称阿格纽是“尼克松的尼克松”。副总统乐此不疲，终于在尼克松政府找到发挥作用的好位置。
经总统安排，阿格纽多次演说打击政敌。10月19日，副总统在新奥尔良指责自由派精英放任示威者的暴力行径：“厚颜无耻的势利小人自称知识分子，在其中推波助澜，导致民族受虐精神盛行”。次日，他又在密西西比州杰克逊的共和党晚宴上称：“南方一直被那些自封的自由派知识分子当成出气筒……此等行径终将削弱并侵蚀美国的核心”。阿格纽否认共和党存在南方战略，强调政府和南方的白人在许多方面立场一致，比如都反感所谓的精英阶层。利维认为，此类言论旨在吸引南方白人投入共和党怀抱，为1972年争取连任打基础，阿格纽的说法“本会成为未来20到30年间文化大战的蓝图，例如指控民主党对待犯罪态度软弱、不爱国、赞成焚烧国旗而非挥舞国旗等”。出席这些演讲活动的嘉宾热情洋溢，但其他党员，特别是生活在城市中的共和党人向共和黨全國委員會表示不满，认为阿格纽的指摘过于空泛。
依靠副总统的言论造势，尼克松于1969年11月3日发表“沉默的大多数”演讲，呼吁“沉默的大多数美国同胞”支持政府的越南政策。演说得到公众普遍好评，但新闻界相对冷淡，依然严辞谴责总统所谓只有少数人反对越战的说法。为尼克松创作演讲稿的帕特·布坎南为此写出回应稿交给阿格纽，于11月13日在爱荷华州德梅因演说。白宫竭力提高副总统此次讲话的曝光率，各大电视联播网现场直播，这在历史上的副总统演讲中非常罕见。据威特科弗所述，阿格纽也充分利用这次机会。
新闻界此前在美国一直享有崇高的声望和尊重，只有共和党人偶尔会抱怨媒体心存偏见。但阿格纽在德梅因的演说中谴责媒体，称尼克松总统演讲后，“一小撮电视评论员和自我任命的分析师马上就开始分析并严厉批判他的言语和政策，其中大部分都以某种方式表达对他意见的敌意……显然他们抱有先入为主的立场”。副总统还称：“我倒想问问，是不是已经存在某种审查制度，由屈指可数的几个人来决定每天晚上四千万美国人能看到什么新闻……还要经过少数心存偏见的评论员过滤”。
阿格纽说出许多共和党和保守派人士长期以来对新闻媒体的感受。电视联播网高管和评论员反应强烈，全国广播公司总裁朱利安·古德曼（Julian Goodman）称，阿格纽的讲话是在“鼓吹偏见……很遗憾美利坚合众国副总统居然会否认电视的新闻自由。哥伦比亚广播公司总裁弗蘭克·斯坦頓批评阿格纽企图恐吓新闻媒体，他手下的新闻主播沃尔特·克朗凯特也持同样看法。不过，民主共和两党保守派高度评价副总统的演说，右翼人士开始追随阿格纽。据副总统本人回忆，此次演讲是他生命中的光辉时刻。
11月20日，阿格纽在亚拉巴马州蒙哥马利重申德梅因演讲中的观点，并抨击《纽约时报》和《华盛顿邮报》，文稿同样是布坎南创作。两家报纸都曾于1966年极力支持阿格纽竞选州长，但两年后又不约而同地谴责他不适合副总统职位。《华盛顿邮报》自20世纪40年代的希斯间谍案以来就特别敌视尼克松，阿格纽指控两家报纸都抱持与绝大多数美国人格格不入的狭隘立场。副总统自称是在表达观念，同样应该受到第一修正案保护，两家报纸企图享有不受限制的自由，一边还想限制他的言论自由。阿格纽警告：“电视评论员甚至《纽约时报》的先生们都对自身言论和批评享有某种外交豁免权的时代已经结束”。
接下来尼克松希望与媒体缓和关系，阿格纽停止攻击，但支持率在11月下旬飙升到六成四，《时代》周刊称他是尼克松政府“强大的政治资产”。这些演说令阿格纽在保守派中地位巩固，还让他1976年参与总统大选的胜算大增。

### 继续攻击和中期选举（1970年）
阿格纽极力抨击尼克松政府的反对人士，演说才华促使许多共和党筹款活动请他讲话。1970年，他代表共和党全国委员会到处演讲，行程超过四万公里，讲话场合包括多地林肯节活动，取代里根成为共和党头号筹款能手。尼克松大力支持副总统的活动。阿格纽在芝加哥演讲时批判所谓“傲慢肤浅的世故人士”，然后又在亚特兰大承诺继续发言，以免与“沉默的大多数、每天遵纪守法的美国人”背道而驰：“对那些企图破坏我们自由传统和司法制度的人，他们相信祖国需要强有力的声音来表达不满”。
霍尔德曼通过巩固权力成为白宫实权仅次于总统的人物，但副总统不顾他的反对想要引起尼克松更多重视。阿格纽的努力不无收获，总统在1970年4月22日国家安全委员会的会议上终于听取他的意见。越共对柬埔寨部分地区的控制渐趋稳固，对尼克松将东南亚战事越南化（Vietnamization）的计划不利，这些地方超出越南共和国兵力所及，被越共当成避难所。副总统认为国务卿威廉·P·罗杰斯与国防部长梅尔文·莱尔德（Melvin Laird）的提议过于温和，建议总统如果这些避难所确是威胁，就应该攻击并将其消除。尼克松决定攻击越共在柬埔寨的据点，阿格纽极力支持，辞职下台后依然深信这是明智之举。
对于持续不断的学生反战运动，阿格纽抱以鄙夷。4月28日在佛罗里达州好莱坞讲话期间，副总统声称社会动荡经久不息的主要原因是有些人没有站出来引导学生，提议耶鲁大学校友让校长金曼·布鲁斯特（Kingman Brewster）卷铺盖走人。美军入侵柬埔寨导致校园示威活动进一步增多，阿格纽于5月3日走上《面對國家》节目为总统的政策辩护。面对他人指出尼克松曾在就职演说中呼吁政治话语应力求心平气和、“调低音量”时阿格纽回答：“发现起火的人跑进屋后不会轻声细语……他会大喊‘着火啦！’我也一样，因为我觉得很有必要大声疾呼‘着火啦’！”次日肯特州立大学发生枪击案，但副总统依然严辞批评示威者，自称是在回应“诉诸暴力而非对话的普遍恶行”。尼克松安排霍尔德曼告知副总统避免谈及学生，但阿格纽强烈反对，自称只接受总统的直接命令。
民主党在国会占多数，有效制约尼克松的举措，所以总统希望共和党能在1970年中期选举拿下参议院。尼克松及幕僚担心阿格纽的立场会导致党派不能团结一致，所以打算只让他参与筹款活动，将副总统的竞选演说话题限制在标准范围内，避免人身攻击。尼克松认为，只要在社会议题上迎合中下阶层白人选民，共和党就能在11月的选举中获胜。他计划避免积极投身竞选，维持超然形象，由副总统站在沉默的大多数立场竞选。
阿格纽的竞选充斥恶劣且令人过耳难忘的措辞。9月10日，他在伊利诺伊州斯普林菲尔德为共和党联邦参议员拉尔夫·史密斯（Ralph Smith）摇旗呐喊，批判包括部分国会议员在内的自由派“既没担当又没种”，声称美国政坛已经忘记蓝领和白领，自由派议员对他们漠不关心。抵达圣地亚哥的加利福尼亚州共和党大会现场后，他又谴责那些只会数落的消极人士，声称“他们已经组建自家的‘四健會’，深陷绝望、歇斯底里和对历史疑神疑鬼的情绪不能自拔”。他呼吁选民淘汰所有观点激进的政党候选人，意指反对越战、将在11月竞选连任的纽约州联邦参议员查尔斯·古德尔（Charles Goodell）。尼克松认为之前制订的战略很有效，于9月24日在白宫和阿格纽会晤，敦促副总统再接再励。
罗伯特·F·肯尼迪遇刺后，洛克菲勒任命共和党人查尔斯·古德尔（Charles Goodell）继任参议员，后者上任后已经大幅转向左倾，尼克松想让他下台。纽约州保守党候选人詹姆斯·巴克利（James L. Buckley）有望赢得选举，但总统不希望让人看出他在自家党派吃里扒外，故而直到远赴欧洲后才安排阿格纽前往纽约，希望外界认为副总统是自做主张。阿格纽认为斯克兰顿委员会（Scranton Commission）针对校园暴力事件的报告态度过于放纵，为此与古德尔展开长距离辩论，随后他在纽约发表演说，其中虽然没有指名道姓，但还是明确表态支持巴克利。正如副总统和尼克松顾问默里·乔蒂纳披露的那样，总统身为事件幕后主使的秘密没保持多长时间，但古德尔自称仍然相信总统支持他。随着选举日逐渐临近，局势表明共和党基本不可能赢得多数参议员议席，但总统和副总统还是在投票前几天开始四处拜票。选举结果令他们大失所望：共和党仅增多两个参议员席位，损失11个州长位置。纽约州的结果是巴克利战胜古德尔，阿格纽聊以自慰，但他的前任幕僚长查尔斯·布莱尔（Charles Blair）又在州长选举中不敌在任马里兰州民主党州长马文·曼德尔（Marvin Mandel）。当年阿格纽出马竞选副总统时，就是曼德尔接过州长宝座。

### 争取连任（1972年）
1971年时，尼克松是否会在1972年携同阿格纽竞选连任尚属未知。总统及其助手对副总统独立行事、言辞大胆的作风不以为然，还对阿格纽在保守派中的认可度直追尼克松不满。总统一度考虑以曾任德克薩斯州州長的民主党财政部长约翰·康纳利取代阿格纽。副总统也对尼克松的许多做法不满，特别是在外交政策方面，他反感尼克松向中华人民共和国示好且完全不过问他的意见，而他还觉得越战应通过投入足够军事力量取胜。1972年初尼克松宣布竞选连任后长时间没有公布副总统人选，直到7月21日才邀请阿格纽。阿格纽同意后，消息在次日公布。

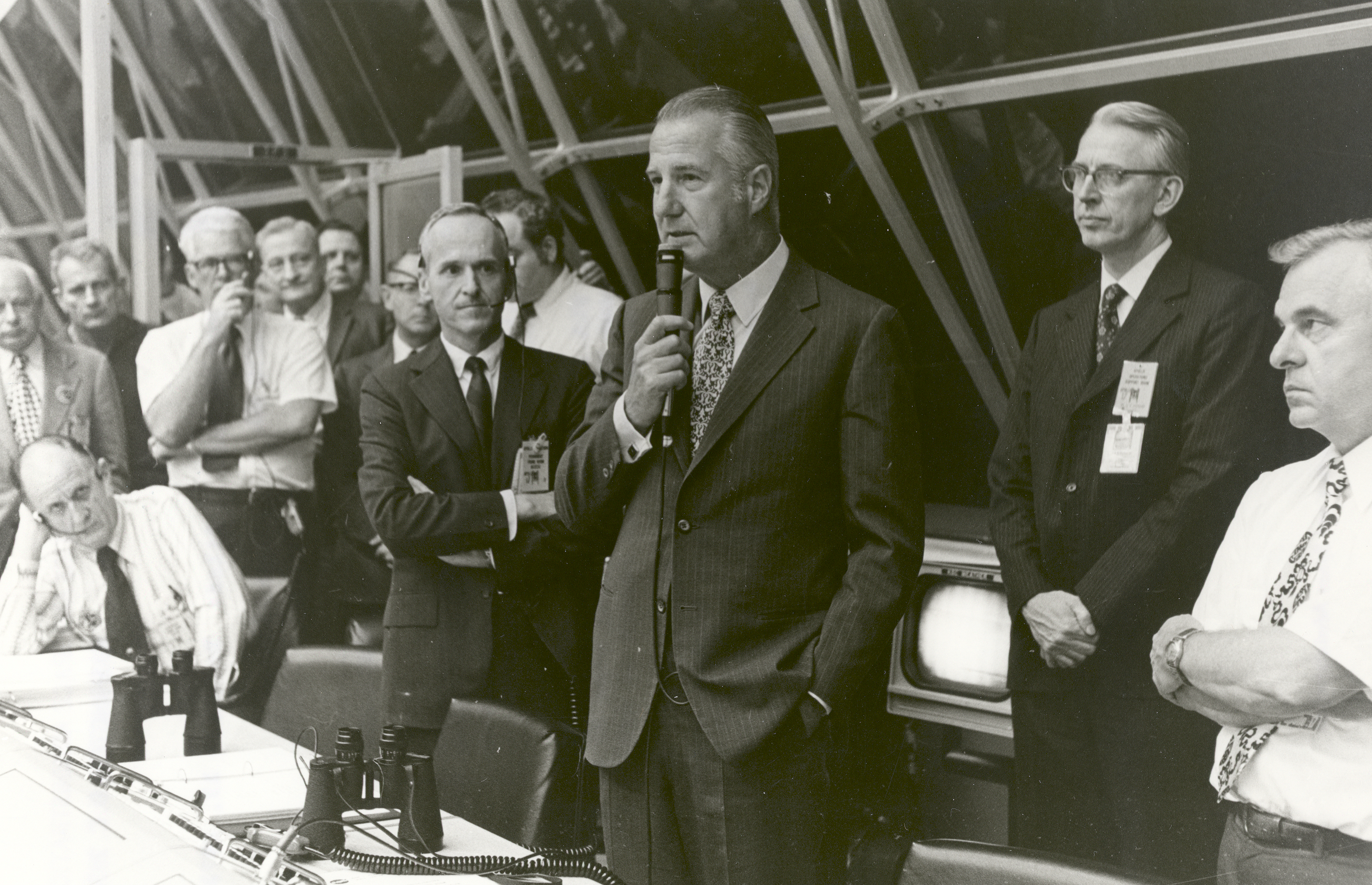
1972年阿波罗17号升空后，阿格纽在发射控制室祝贺众人

总统要求副总统避免人身攻击新闻媒体或民主党总统候选人、南达科他州联邦参议员乔治·麦戈文，只需强调尼克松政府好的一面，不要展望1976年的局势。1972年共和党全国大会在迈阿密海滩举行，与会代表将阿格纽视为党派未来的希望，把他当成英雄般簇拥入场。阿格纽的接受提名演讲重点谈论行政部门过去四年取得的成就，不再像往常那样大肆攻击。不过他还是在讲话中谴责麦戈文支持强送强并政策，宣称民主党候选人一旦当选，就会向北越卑躬屈膝、恳求释放美国战俘。水门窃听案在竞选期间还没有引起多少人注意，阿格纽长期被排除在总统核心班子以外的事实也只在这一次对他有利。副总统对事件一无所知，后来是从新闻中首度听闻，而且通过杰布·马格鲁德（Jeb Magruder）口中得知白宫官员涉案后就中止谈论。在阿格纽看来，窃听案纯属胡闹，两大政党肯定经常互相监视。尼克松曾指示副总统不要抨击麦戈文首选的竞选搭档、密苏里州联邦参议员托马斯·伊格尔顿（Thomas Eagleton），伊格尔顿因曾接受精神病治疗退选后，前驻法大使萨金特·史瑞弗（Sargent Shriver）接棒，总统又指示阿格纽不要人身攻击史瑞弗。
尼克松竞选期间保持超然形象，但又想抨击麦戈文的立场，所以任务又落在副总统肩头。阿格纽告诉记者，他急于摆脱1968和1970年四处游走的党棍形象，希望能与媒体和解。他针对水门事件为总统辩护，听闻麦戈尔声称尼克松执掌的是美国史上最腐败政府后，副总统又在南达科他州演讲，称麦戈文已是孤注一掷，但就是不明白美国人民对那些失败和自我憎恶的哲学根本不感兴趣。
选举毫无悬念，麦戈尔和史瑞弗的竞选尚未开始就已注定失败。尼克松与阿格纽赢得49个州的选举人票和过六成普选票，民主党只拿下马萨诸塞州和哥伦比亚特区。阿格纽想为1976年大选打基础，所以积极为各共和党候选人四处奔走、八方拜票，相比之下，尼克松从来没有为党派同胞如此出工出力。副总统的努力成效不彰，民主党依然轻松把持国会两院，在参议院新增两席，但共和党在众议院增多12席。

### 刑事调查和辞职
1972年初，马里兰区联邦检察官乔治·比艾尔（George Beall）立案调查巴尔的摩县事涉政府官员、建筑师、工程公司和铺路承包商的贪腐传言。他的立案目标本是巴尔的摩县当时的政坛领袖，虽有流言称阿格纽可能涉案，但比艾尔起初觉得不大可能。而且阿格纽是在1966年12月开始出任县长，即便真有违规行径也已超出诉讼时效。调查期间，莱斯特·马茨的工程公司接到文件传票，他通过律师以配合调查换取豁免。阿格纽还在陶森任职时就与马茨达成协议，但凡他施加影响争取的合同，马茨按合同价值向他支付半成回扣，这其中既有县合同，也有阿格纽当上州长之后的州合同。
记者和民主党调查人员曾追查阿格纽出任马里兰州公职期间的贪腐传言，但一直未能证实。1973年2月，副总统得知检察官调查后安排司法部长理查德·克兰典斯特（Richard Kleindienst）联络比艾尔 。阿格纽的私人律师乔治·怀特（George White）与联邦检察官见面，比艾尔称阿格纽不是他的调查目标，而且会尽量避免影响副总统的名声。同年六月，马茨的律师向检察官透露，他的当事人能够证明阿格纽不但曾收受贿赂，而且到首都任职后也没收手，如果属实，这些贪腐问题还没有超出诉讼时效，检察官就能起诉美利坚合众国副总统。7月3日，比艾尔将情况告知新任司法部长艾略特·理查森（Elliot Richardson），总统也在月底通过白宫办公厅主任亚历山大·黑格得到消息，但阿格纽此前已经同尼克松和黑格会晤并坚称清白。8月1日，比艾尔致信阿格纽的律师，正式告知副总统正受逃税和贪腐罪名调查。马茨准备做证，称曾与阿格纽在白宫碰面并交给他一万美元现金。马里兰州道路委员会主席杰罗姆·沃尔夫（Jerome B. Wolff）也是检察官掌握的证人，据比艾尔所言，沃尔夫拥有大量非常详细的文件，记载“他和时任州长阿格纽收受的每笔贿赂”。
8月6日，受总统指派亲自负责调查的理查森与副总统及其律师碰面介绍情况，阿格纽否认指控，声称马茨的公司入选完全是日常公事，那些钱不过是竞选捐款。《华尔街日报》当天便曝光事件。副总统公开宣称自己清白无辜，并在8月8日召开新闻发布会，称相关指控都是“可耻的谎言”。尼克松在8月7日碰面时告诉阿格纽，完全相信他能洗清冤屈，但海格又告知副总统，如果这些指控能够证实，他最好在受正式起诉前采取必要行动。此时，水门事件调查已经深入且进展顺利，最终将导致尼克松辞职。接下来的两个月里，几乎每天各家报纸上都是两起丑闻的最新消息。
虽然辞职压力越来越大，但阿格纽认为在任副总统不能受起诉，为此他在9月25日与众议院议长卡尔·阿尔伯特（Carl Albert）碰面要求调查。他援引1826年众议院调查副总统约翰·卡德威尔·卡尔霍恩的先例，据称卡尔霍恩在内阁任职期间也曾涉嫌收受不当款项。阿尔伯特在美國總統繼任順序排第二，仅次于副总统，他告诉阿格纽，案件首先是司法问题，法院介入前众议院不宜越俎代庖。副总统还提出动议要求制止任何针对他的起诉，理由是司法部曾以不当手段泄露会导致他人心存偏见的信息。阿格纽还在洛杉矶向偏向他的民众演讲，谴责起诉方并坚称清白，但最终还是与检方达成控辩交易，条件是免除刑期。数年后他在回忆录中称，接受控辩交易是因为旷日持久的危机已令他筋疲力尽，还担心得不到公平审判，决定保护家人免遭伤害。他在10月5日决定交易，经过随后几天的谈判，阿格纽于10月9日在白宫与尼克松见面，正式告知总统自己即将辞职。
1973年10月10日，阿格纽来到巴尔的摩的联邦地区法院，对1967年涉嫌逃税的罪名“不予抗辩”。理查森同意不继续起诉并公布40页证据摘要，法官判处被告一万美元罚金并处三年无监督缓刑。阿格纽把正式辞职信交给国务卿亨利·基辛格，另外致信尼克松表示辞职符合国家的最大利益。总统在回信中认可副总统的决定，为避免长时间的分裂和悬念，辞职的确很有必要，并赞扬阿格纽的爱国和奉献精神。据后来继任副总统职位的众议院少数党领袖杰拉尔德·福特回忆，他在众议院会议期间听闻消息的第一反应是不敢相信，然后感到难受。

## 下台后

### 继续工作（1973至1990年）
阿格纽辞职后很快搬到大洋城的避暑别墅。面对需要马上支付的税款和司法费用，他不得不向朋友弗兰克·辛纳特拉借款20万美元。他本想重操旧业继续当律师，但马里兰州上诉法院于1974年以“道德有亏”为由取消阿格纽的执业资格。为了糊口，他创办商业咨询公司，随后几年吸引大量国际客户。谈及经营手法时阿格纽称，公司业务兴旺的重要原因是“我能打动高层人士”。他曾与萨达姆·侯赛因和罗马尼亚共产党总书记尼古拉·齐奥塞斯库谈判，达成向伊拉克军队供应制服的协议。
阿格纽曾参与肯塔基州土地交易项目谈判，还曾打算和职业高尔夫球手道格·桑德斯（Doug Sanders）合伙在德克萨斯州经销啤酒，但都未能谈拢。他的小说《坎菲尔德决策》（The Canfield Decision）于1976年出版，讲述美国副总统和总统的紧张关系。小说所获评价不一但非常热销，单连载版权就让阿格纽进账十万美元。书中以虚构人物乔治·坎菲尔德（George Canfield）影射“犹太阴谋集团和犹太复国主义说客”控制美国媒体的说法引发争议，阿格纽在巡回签名售书活动期间坚称指控在现实生活中属实。圣约之子会反诽谤联盟的西摩·格劳伯德（Seymour Graubard）抗议前副总统的指控，正竞选连任的福特总统也斥责阿格纽的说法。阿格纽坚称他不反犹，也没有偏见：“我的论点是，美国新闻媒体一向……偏好支持以色列的立场，不会站在平等角度对待他人”。

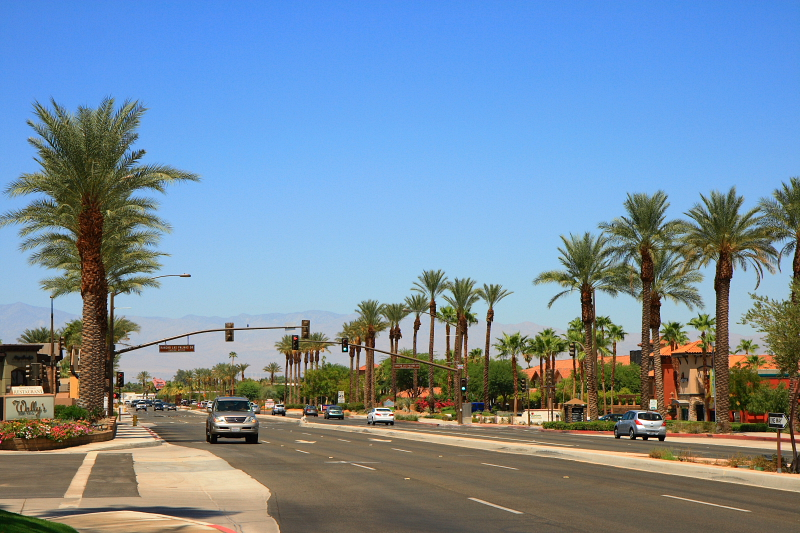
阿格纽从1977年开始住在加利福尼亚州兰乔米拉

1976年，阿格纽宣布创立“民主教育”慈善基金会，圣约之子会指控基金会是阿格纽反以色列观念的排头兵，此后“民主教育”便沓无音讯。阿格纽这时已经拥有足够财富，于1977年迁至加利福尼亚州兰乔米拉的新居，并且很快便偿还之前借辛纳特拉的钱。同年，尼克松在接受英国记者大卫·弗罗斯特采访时表示，他与当年导致阿格纽辞职的一切事件没有直接关系，还称时任副总统一直被自由派媒体纠缠不休：“他犯过错……但我确信斯皮罗·阿格纽自始至终不觉得他违反过任何法律”。1980年，阿格纽出版回忆录《静静离开……不然……》（Go Quietly ... or Else）。书中坚称当年虽然辞职，但他在所受指控上完全清白，声称受到白宫官员威胁要么“静静离开”，不然就要面对某些当时没有摆上台面的威胁甚至暗杀。但是，为他立传的约瑟夫·科菲（Joseph P. Coffey）认为这些说法实属“荒谬”。阿格纽长期自称清白，但昔日的律师乔治·怀特后来作证时称，前副总统曾向他承认在州政府任职期间收受贿赂，而且已经持续“千把年”。
《静静离开……不然……》出版后，阿格纽极少再回到公众视野。1980年他难得地接受电视采访，建议年轻人不要从政，因为人们对担任高级公职的人往往期望过高。喬治華盛頓大學法學院约翰·班扎夫三世（John F. Banzhaf III）教授的学生经过联系后发现，如果有人站出来起诉阿格纽，要求他偿还出任马里兰州公职期间收受的贿赂，加上利息和罚金共计26万8482美元，该州至少有三位居民愿意联名。1981年，法官裁定“无论从任何角色出发，阿格纽先生都无权获得这笔钱”，命令他向马里兰州偿还14万7500美元回扣和10万1235美元利息。两次上诉落败后，阿格纽于1983年遵照法院命令付款。1989年，阿格纽要求将上述款项作为他的免税额度，但未获批准。此外，阿格纽还曾于1987年短暂回到公众视野，是布鲁克林区联邦地区法院的案件原告，新闻报导涉及他此前一段时间的商业活动。

### 晚年和逝世
1994年尼克松去世后，他的女儿邀请阿格纽前往加利福尼亚州约巴林达出席葬礼。阿格纽此时还对担任副总统最后一段时间在白宫的待遇难以释怀，多年来也一直不接受尼克松阵营重修旧好的各种姿态。他起初拒绝参加葬礼，但经过劝说还是接受邀约，得到昔日同僚热烈欢迎。回首往事，阿格纽表示：“经过20年的怨愤，我决定放下过去”。一年后，他来到首都国会大厦出席揭幕仪式，他的半身塑像在参议院楼层落户，与历史上其他副总统相伴。阿格纽表示：“我很清楚有些人觉得……参议院请人制作这座塑像，但我根本不配得到如此荣誉。我想提醒他们……这次仪式与其说是为了斯皮罗·阿格纽，倒不如说更是向美利坚合众国副总统致敬”。
1996年9月16日，阿格纽在马里兰州大洋城的避暑别墅中突然倒地，随后被送入大西洋总医院，并于次日夜间谢世，死因是此前未确诊的急性白血病。阿格纽年过古稀依然身体健康并积极运动，定期打高尔夫和网球，还计划在去世当天和朋友一起打网球。葬礼在马里兰州巴尔的摩县蒂莫尼姆（Timonium）举行，基本限于家人参加。布坎南和曾保护阿格纽的美国特勤局特工赶来出席并最后一次向他致敬。为感谢他担任副总统期间的贡献，联合兵种仪仗队在墓边鸣枪21响致敬。16年后，阿格纽的遗孀朱迪于2012年6月20日在兰乔米拉去世。

## 影响
阿格纽去世时在世人眼中基本只有负面形象。他坠落政坛的原因，结合昔日反复强调法律与秩序的形象，导致许多民众在各个方面都不再信任政界人士。他在东窗事发后声名扫地，促使各党派在挑选副总统候选人时更加慎重。1972年后两大政党选择的副总统人选政治经验大都非常丰富，如沃尔特·蒙代尔、乔治·赫伯特·沃克·布什、勞埃德·本特森、阿尔·戈尔、杰克·肯普、喬·李伯曼、迪克·切尼和乔·拜登，其中好几位后来都成为总统候选人。
近年来，部分历史学家认为阿格纽对新右派发展影响很大，贡献可比高華德和里根。曾任阿格纽新闻发言人的维克多·戈尔德（Victor Gold）认为，前副总统堪称新右派运动的“施洗約翰”。1964年高華德在约翰逊自由主义鼎盛时期发起的运动为时过早，但阿格纽上任时自由主义正在走下坡路，1968年他转向右翼后，美国也跟着朝右靠拢。他的倒台令保守派震惊和悲痛，但并未影响新右派增强。作为首位出身城市郊区并出任国家高级公职的政治家，阿格纽把如下观点传达给千家万户，即“美国媒体基本由精英主义者和影响力很大的自由主义者把控”。利维指出：“在他的帮助下，共和党脱胎换骨成为‘美国中产阶段’政党，声名扫地之后，他仍然促使民众更加不信任政府”。
对于阿格纽本人来说，虽然他能从巴尔的摩一路走到仅次于总统的位置，但“恐怕没有任何人会怀疑历史的审判已经在他身上应验，让他成为首位在耻辱中辞职的合众国副总统。无论他出任公职以来已经或想要达成何等成就……都已经在那悲惨且无可辩驳的行为中埋葬。”2018年10月，雷切尔·玛多编剧并制作七集迷你剧《扛包男》（Bag Man），核心内容就是阿格纽的倒台。利维的总结认为，阿格纽的从政生涯本来可能完全不同：
不难想象，如果阿格纽像高華德及其他铁杆保守派期望的那样选择对抗贪腐指控，而且力度哪怕达到尼克松否定应对水门事件负责的一半，如今我们谈论的可能就是阿格纽派民主党人和阿格纽经济学，还会把他视为现代保守主义之父。

### 脚注
1. ↑  Athens rules out pressure by U.S. & The New York Times 1971，第10頁
2. ↑  Moskos & Moskos 2017，第118–119頁
3. 1 2 3 4 5 6  Coffey 2015，第7頁
4. 1 2 3 4 5 6 7 8  Wepman 2001
5. 1 2 3 4 5 6 7 8  Spiro T. Agnew, Ex-Vice President, Dies at 77 & The New York Times 1996，第A1頁
6. ↑  Witcover 1972，第33頁
7. ↑  Witcover 1972，第30頁
8. 1 2  Coffey 2015，第8頁
9. 1 2  Witcover 1972，第36頁
10. ↑  Witcover 1972，第34頁
11. ↑  Witcover 1972，第35頁
12. 1 2  Witcover 1972，第37–38頁
13. 1 2  Martin 2012
14. ↑  Nation: Running Mate's Mate & Time 1968
15. 1 2 3  Coffey 2015，第9–10頁
16. ↑  Witcover 1972，第39頁
17. 1 2 3  Witcover 1972，第40–41頁
18. ↑  Coffey 2015，第10頁
19. 1 2  Witcover 1972，第44頁
20. 1 2  Cohen & Witcover 1974，第17–18頁
21. ↑  Witcover 1972，第45–48頁
22. ↑  Witcover 1972，第49–52頁
23. ↑  Manchester 1975，第476頁
24. ↑  Witcover 1972，第55–56頁
25. ↑  Cohen & Witcover 1974，第20–21頁
26. ↑  Witcover 1972，第59–61頁
27. 1 2  Witcover 1972，第62–63頁
28. ↑  Witcover 1972，第64–71頁
29. ↑  Coffey 2015，第20頁
30. 1 2  Witcover 1972，第72–73頁
31. ↑  Coffey 2015，第16頁
32. ↑  Spiro T. Agnew, 39th Vice President (1969–1973) & United States Senate
33. ↑  Coffey 2015，第18頁
34. ↑  Witcover 1972，第75–80頁
35. ↑  Witcover 1972，第88頁
36. 1 2  Cohen & Witcover 1974，第22–23頁
37. ↑  Witcover 1972，第116–117頁
38. ↑  Witcover 1972，第120頁
39. ↑  Witcover 1972，第121–126頁
40. ↑  Witcover 1972，第126–27頁
41. ↑  Primary Election Returns, September 13, 1966: Governor of Maryland & Maryland State Archives
42. 1 2  Cohen & Witcover 1974，第24頁
43. ↑  Witcover 1972，第127頁
44. ↑  Gallagher 1998
45. ↑  Kabaservice 2012，第191頁
46. ↑  General Election Returns, November 8, 1966: Governor of Maryland & Maryland State Archives
47. ↑  Cohen & Witcover 1974，第25–26頁
48. ↑  Cohen & Witcover 1974，第26–28頁
49. ↑  Csicsek 2011，第79頁
50. ↑  Witcover 1972，第157–158頁
51. ↑  Coffey 2015，第50頁
52. 1 2 3 4  Cohen & Witcover 1974，第28–29頁
53. ↑  Coffey 2015，第28頁
54. ↑  Csicsek 2011，第71頁
55. ↑  Levy 2013，第710頁
56. ↑  Manchester 1975，第1079–1081頁
57. ↑  Manchester 1975，第1081頁
58. ↑  Witcover 1972，第161頁
59. ↑  Zelizer 2016
60. ↑  Levy 2013，第713頁
61. ↑  Witcover 1972，第163–168頁
62. 1 2  Csicsek 2011，第71–72頁
63. ↑  Csicsek 2011，第70頁
64. 1 2  Csicsek 2011，第74–77頁
65. ↑  Coffey 2015，第57頁
66. ↑  Levy 2013，第712頁
67. ↑  Witcover 1972，第178頁
68. ↑  Chester, Hodgson & Bruce 1969，第241頁
69. ↑  Chester, Hodgson & Bruce 1969，第243–244頁
70. 1 2  Witcover 2007，第8–9頁
71. 1 2  Witcover 1972，第201頁
72. ↑  Witcover 2007，第14頁
73. ↑  Witcover 1972，第206頁
74. ↑  Bernstein 2011
75. ↑  Witcover 2007，第15頁
76. ↑  Witcover 1972，第212–213頁
77. ↑  Witcover 2007，第22–24頁
78. ↑  Witcover 1972，第208頁
79. ↑  Witcover 1972，第223–224頁
80. ↑  Troy, Schlesinger & Israel 2012，第1318–1319頁
81. ↑  Chester, Hodgson & Bruce 1969，第495頁
82. ↑  Witcover 2007，第26–27頁
83. 1 2  Levy 2013，第717頁
84. ↑  Chester, Hodgson & Bruce 1969，第516–517頁
85. ↑  Witcover 1972，第228–330頁
86. ↑  Witcover 2007，第29頁
87. ↑  Witcover 1972，第232頁
88. ↑  Witcover 2007，第28頁
89. ↑  Chester, Hodgson & Bruce 1969，第509頁
90. ↑  Chester, Hodgson & Bruce 1969，第616–617頁
91. 1 2  Boller 1984，第324頁
92. ↑  Witcover 2007，第36頁
93. ↑  Witcover 2007，第35頁
94. ↑  Chester, Hodgson & Bruce 1969，第643頁
95. ↑  Chester, Hodgson & Bruce 1969，第526頁
96. ↑  Chester, Hodgson & Bruce 1969，第746頁
97. ↑  Witcover 2007，第38–39頁
98. ↑  Chester, Hodgson & Bruce 1969，第747頁
99. ↑  Witcover 2007，第46頁
100. ↑  Levy 2013，第714頁
101. ↑  Witcover 2007，第47–49頁
102. ↑  Witcover 2007，第52頁
103. ↑  Witcover 1972，第281頁
104. ↑  Levy 2013，第718頁
105. ↑  Witcover 1972，第282頁
106. 1 2  Coffey 2015，第89頁
107. ↑  Witcover 1972，第284–285頁
108. ↑  Coffey 2015，第89–91頁
109. ↑  Coffey 2015，第92頁
110. ↑  Witcover 1972，第283頁
111. ↑  Coffey 2015，第93–94頁
112. ↑  Witcover 2007，第55–57頁
113. ↑  Witcover 1972，第285–286頁
114. ↑  Witcover 2007，第58–59頁
115. ↑  Witcover 2007，第64頁
116. ↑  Coyne 1972，第207頁
117. ↑  Coffey 2015，第95–96頁
118. ↑  Levy 2013，第719頁
119. ↑  Coyne 1972，第176頁
120. ↑  Levy 2013，第720頁
121. ↑  Coyne 1972，第255頁
122. ↑  Levy 2013，第719–720頁
123. ↑  Witcover 1972，第306–307頁
124. ↑  Levy 2013，第721頁
125. ↑  Levy 2013，第722–723頁
126. ↑  Witcover 1972，第311頁
127. ↑  Levy 2013，第728頁
128. 1 2  Coffey 2015，第100頁
129. ↑  Witcover 1972，第313–314頁
130. ↑  Witcover 1972，第314頁
131. ↑  Levy 2013，第724頁
132. ↑  Levy 2013，第725–726頁
133. ↑  Coffey 2015，第101頁
134. ↑  Coffey 2015，第103–104頁
135. ↑  Coyne 1972，第274–275頁
136. ↑  Coffey 2015，第105–106頁
137. ↑  Levy 2013，第731頁
138. 1 2  Coffey 2015，第113頁
139. ↑  Witcover 1972，第327頁
140. ↑  Witcover 2007，第90頁
141. ↑  Witcover 2007，第91頁
142. ↑  Coffey 2015，第109–110頁
143. ↑  Coyne 1972，第177頁
144. ↑  Witcover 1972，第331–332頁
145. ↑  Witcover 1972，第335頁
146. ↑  Witcover 2007，第95頁
147. ↑  Witcover 2007，第97頁
148. ↑  Witcover 2007，第106頁
149. ↑  Coffey 2015，第114–115頁
150. ↑  Coffey 2015，第116–117頁
151. ↑  Coffey 2015，第118–119頁
152. ↑  Morrow 1996
153. ↑  Witcover 1972，第356, 362–363頁
154. 1 2  Coffey 2015，第120–121頁
155. ↑  Witcover 2007，第117–20頁
156. ↑  Coffey 2015，第127–131, 140頁
157. ↑  Coffey 2015，第138–139頁
158. ↑  Coffey 2015，第141–143頁
159. ↑  Coffey 2015，第141–144頁
160. ↑  Coffey 2015，第144–146頁
161. 1 2 3  Sandomir 2017
162. ↑  Cohen & Witcover 1974，第15頁
163. ↑  Cohen & Witcover 1974，第6頁
164. ↑  Coffey 2015，第155–156頁
165. ↑  Cohen & Witcover 1974，第53頁
166. ↑  Feerick 2014，第127頁
167. ↑  Cohen & Witcover 1974，第80–91頁
168. ↑  Feerick 2014，第127–128頁
169. ↑  Coffey 2015，第161頁
170. ↑  Coffey 2015，第164–166頁
171. 1 2  Feerick 2014，第128頁
172. ↑  Cohen & Witcover 1974，第253–257頁
173. ↑  Cohen & Witcover 1974，第257–271頁
174. ↑  Bag Man Episode 7 Sources & NBC News 2018
175. ↑  Agnew 1980，第146–147頁
176. ↑  Feerick 2014，第132頁
177. ↑  Feerick 2014，第132–133頁
178. 1 2  Coffey 2015，第203頁
179. ↑  Hodak 2009
180. ↑  Coffey 2015，第204頁
181. 1 2  Witcover 2007，第358–359頁
182. 1 2 3  Coffey 2015，第205頁
183. ↑  Safire 1976，第28頁
184. ↑  Ford Says Agnew is Wrong on Jews & The New York Times 1976，第15頁
185. ↑  Agnew Asserts He Is Not a Bigot; Defends Right to Criticize Israel & The New York Times 1976，第12頁
186. ↑  Witcover 2007，第360–361頁
187. 1 2  Clines 1996，第B15頁
188. ↑  Saperstein 1981
189. ↑  Agnew Gives $268,482 Check to Maryland in Graft Lawsuit & The New York Times 1983，第A10頁
190. ↑  Coffey 2015，第205–06頁
191. ↑  Witcover 2007，第362頁
192. 1 2 3 4  Coffey 2015，第206頁
193. ↑  Barnes 1996
194. ↑  Spiro Agnew is Buried With Almost No Fanfare & The Standard-Times 1996
195. 1 2 3  Levy 2013，第707–708頁
196. ↑  Levy 2013，第737–738頁
197. ↑  Levy 2013，第738頁
198. ↑  Cohen & Witcover 1974，第362頁
199. ↑  Bag Man & MSNBC

### 著作和刊物
- Agnew, Spiro T. . New York: William Morrow and Co., Inc. 1980  [2020-10-15]. ISBN 978-0688036683.
- Boller, Paul F. . New York: Oxford University Press. 1984  [2020-10-15]. ISBN 978-0-19-503420-2.
- Chester, Lewis; Hodgson, Geoffrey; Page, Bruce. . New York: The Viking Press. 1969  [2020-10-15]. ISBN 978-0670119912.
- Coffey, Joseph P. . Santa Barbara, CA: ABC-CLIO. 2015. ISBN 978-1440841415.
- Manchester, William. . London: Michael Joseph. 1975. ISBN 978-0718113865.
- Troy, Gil; Schlesinger, Arthur M.; Israel, Fred L.  3 4. New York: Facts on File. 2012  [2020-10-15]. ISBN 978-0816082209. （原始内容存档于2021-02-09）.
- Witcover, Jules. . New York: Random House. 1972  [2020-10-15]. ISBN 978-0394472164.
- Cohen, Richard M.; Witcover, Jules. . New York: The Viking Press. 1974  [2020-10-15]. ISBN 978-0553068887.
- Coyne, James R. Jr. . New Rochelle, NY: Arlington House. 1972  [2020-10-15]. ISBN 978-0870001543.
- Csicsek, Alex. . Elfenbein, Jessica  (编). . Philadelphia: Temple University Press. 2011. ISBN 978-1439906620.
- Feerick, John D.  Third. New York: Fordham University Press. 2014 [1976]. ISBN 978-0823252008.
- Kabaservice, Geoffrey. . New York: Oxford University Press. 2012. ISBN 978-0199768400.
- Witcover, Jules. . New York: Public Affairs. 2007  [2020-10-15]. ISBN 978-1586484705.
- Moskos, Peter C.; Moskos, Charles C. . With an introduction by Michael Dukakis. Routledge. 2017: 118–119  [2020-10-16]. ISBN 978-1351516693. （原始内容存档于2021-02-09）.
- Levy, Peter B. . The Historian. Winter 2013, 75 (4): 707–739. doi:10.1111/hisn.12018.
- . Time. 1968-08-23  [2020-10-16]. （原始内容存档于2016-03-12）.
- Morrow, Lance. . Time. 1996-09-30. （原始内容存档于2020-10-15）.
- Zelizer, Julian E. . Boston Review. 2016-05-05  [2020-10-17]. （原始内容存档于2020-10-07）.

### 报纸、视频和网页
- Wepman, Dennis. Carnes, Mark C.; Barraty, John , 编. . American National Biography Online. 2001-10  [2020-10-15]. （原始内容存档于2021-02-09）.
- . The New York Times. 1971-10-10: 10  [2020-10-16]. （原始内容存档于2018-09-24）.
- . The New York Times. 1996-09-18: A1  [2020-10-16]. （原始内容存档于2019-08-06）.
- Martin, Douglas. . The New York Times. 2012-06-27  [2020-10-16]. （原始内容存档于2020-09-20）.
- . The New York Times. UPI. 1983-01-05: A10  [2020-10-17]. （原始内容存档于2018-06-13）.
- . United States Senate.   [2019-05-24]. （原始内容存档于2019-05-24）.
- Gallagher, Joseph. . The Baltimore Sun. 1998-10-18  [2020-10-17]. （原始内容存档于2018-09-23）.
- Clines, Francis X. . The New York Times. 1996-09-19: B15  [2020-10-17]. （原始内容存档于2020-09-07）.
- Barnes, Bart. . The Washington Post. 1996-09-19  [2020-10-17]. （原始内容存档于2020-02-28）.
- Saperstein, Saundra. . The Washington Post. 1981-04-28  [2020-10-17]. ISSN 0190-8286. （原始内容存档于2019-10-18）.
- . Maryland State Archives.   [2020-10-17]. （原始内容存档于2018-09-23）.
- . Maryland State Archives.   [2020-10-17]. （原始内容存档于2018-08-21）.
- Bernstein, Adam. . The Washington Post. 2011-03-10  [2020-10-16]. （原始内容存档于2019-08-24）.
- Sandomir, Richard. . The New York Times. 2017-01-18  [2020-10-18]. （原始内容存档于2019-12-16）.
- Hodak, George. . ABA Journal (American Bar Association). 2009-05-01  [2020-10-18]. （原始内容存档于2020-09-02）.
- Safire, William. . The New York Times. 1976-05-24: 28  [2020-10-18]. （原始内容存档于2020-08-17）.
- . NBC News. NBC Universal. 2018-12-04  [2020-10-18]. （原始内容存档于2020-10-14）.
- . The New York Times. 1976-06-26: 15  [2020-10-18]. （原始内容存档于2018-08-27）.
- . The New York Times. 1976-07-31: 12  [2020-10-18]. （原始内容存档于2018-08-27）.
- . The Standard-Times (New Bedford, Mass.). Associated Press. 1996-09-22  [2020-10-18]. （原始内容存档于2019-04-02）.
- . MSNBC. NBC Universal.   [2020-10-18]. （原始内容存档于2020-10-15）.